# Jan I van Luxemburg-Ligny
Jan I van Luxemburg-Ligny (circa 1300 - 17 mei 1364) was van 1354 tot aan zijn dood heer van Ligny. Hij behoorde tot het huis Luxemburg.

## Levensloop
Jan I was de zoon van heer Walram II van Ligny en diens echtgenote Guyotte, vrouwe van Rijsel. Na de dood van zijn vader in 1354 werd hij heer van Ligny, Roussy en Beauvoir.
In 1330 huwde hij met Alix van Dampierre (1322-1346), vrouwe van Richebourg en Ailly. Ze kregen volgende kinderen:
- Gwijde (1340-1371), graaf van Ligny en graaf van Saint-Pol
- Jan (overleden in 1360), heer van Roussy
- Jan (1342-1373), aartsbisschop van Mainz
- Hendrik (1344-1366), kanunnik in Keulen en Kamerijk
- Walram
- Jacob
- Johanna (overleden in 1392), gravin van Faucquenberghe, huwde eerst met graaf Gwijde V van Saint-Pol en daarna met baron Gwijde VIII van La Rochefoucauld
- Maria (1337-1376/1382), vrouwe van Houdan, huwde in 1347 met graaf Hendrik V van Vaudémont
- Philippote (overleden in 1359), huwde met heer Rudolf van Reineval
- Catharina (overleden in 1366), huwde met Daniel van Halewyn

Nadat hij weduwnaar geworden was, hertrouwde Jan I met Johanna Bacon, vrouwe van Molay en weduwe van burggraaf Willem Bertrand van Rocheville. Het huwelijk bleef kinderloos.
In mei 1364 overleed Jan I van Luxemburg-Ligny.